# Grace Kazadi
Grace Kazadi Ntambwe (* 31. Januar 2001 in Montmorency) ist eine französische Fußballspielerin, die auch die Staatsbürgerschaft der DR Kongo innehat.

## Karriere

### Vereine
In ihrer Jugend spielte sie bis 2011 bei CSM Eubonne und wechselte dann zu Entente Sannois Saint-Gratien, wo sie noch einmal weitere gut fünf Jahre aktiv war. Ihre nächste Station war die Jugend von Olympique Lyon, wo sie ein paar Jahre danach von deren U19 auch in den Kader der ersten Mannschaft vorstieß.
Für die Saison 2020/21 folgte eine Leihe nach Spanien, wo sie nun Teil der Mannschaft von Atlético Madrid wurde. Nach ihrer Rückkehr zu Lyon verblieb sie noch einmal gut ein halbes Jahr bei ihrem Stammklub und wurde anschließend bis zum Ende der Spielzeit 2021/22 ein weiteres Mal nach Spanien verliehen. Diesmal ging es zum FC Sevilla. Nach dieser Leihe endete ihr Vertrag mit Lyon und seit der Saison 2022/23 steht sie im Kader von EA Guingamp. Für Lyon kam sie einmal in der Champions League zum Einsatz.

### Nationalmannschaft
Nach der U17 nahm sie mit der französischen U19 an der Qualifikation für die Europameisterschaft 2019 teil. Im selben Jahr folgten zwei Einsätze für die U20.
Ihr Debüt für die A-Nationalmannschaft gab sie am 13. April 2021 bei einer 0:2-Freundschaftsspielniederlage gegen die USA, sie wurde in der 62. Minute für Marion Torrent eingewechselt und erhielt wenige Minuten später, genauer in der 73. Minute, eine gelbe Karte. Bislang folgte nur noch ein weiterer Einsatz in der WM-Qualifikation 2023 am 2. September 2022, wo sie wieder für Torrent bei einem 9:0-Sieg über Estland eingewechselt wurde.